# Søer ved Bregentved og Gisselfeld
Søer ved Bregentved og Gisselfeld este o arie protejată (arie de protecție specială avifaunistică — SPA) din Danemarca întinsă pe o suprafață de 597 ha, integral pe uscat.

## Localizare
Centrul sitului Søer ved Bregentved og Gisselfeld este situat la coordonatele 55°17′55″N 12°00′02″E / 55.298611°N 12.000556°E.

## Înființare
Situl Søer ved Bregentved og Gisselfeld a fost declarat arie de protecție specială avifaunistică în mai 1983 pentru a proteja 4 specii de animale.

## Biodiversitate
Situată în ecoregiunea continentală, aria protejată nu include niciun habitat protejat.
La baza desemnării sitului se află mai multe specii protejate de  păsări (4): gâscă cenușie (Anser anser), rața moțată (Aythya fuligula), erete de stuf (Circus aeruginosus), Cygnus columbianus bewickii.